# Leg das Rohr
Leg' das Rohr ist ein 1983 erstmals in Deutschland von Parker Brothers veröffentlichtes Kartenspiel.
Es ist eine Übersetzung des in dem Jahre 1972 in Amerika von Parker Brothers entwickelten Kartenspiel Waterworks. Die Spielidee soll von dem im Monopoly Spiel vorhandenen Grundstück Wasserwerk abgeleitet worden sein. 1999 wurde das Spiel von Winning Moves unter dem Namen Lange Leitung erneut herausgebracht, seit 2006 wieder unter dem Namen Leg' das Rohr.

## Material
Das Original umfasst 110 Rohr-Karten und 10 Mini Rohrzangen Plättchen.

## Spielverlauf
Ziel des Spieles ist zuerst mit seinen Karten eine eigene heile Rohrleitung vom Wasserhahn bis zum Ausguss zu bauen. Die Anzahl der Mitspieler entscheidet über die Mindestanzahl von Karten, die zwischen Wasserhahn und Ausguss liegen müssen. Zu Beginn erhält jeder Spieler eine Wasserhahn-Karte, eine Ausguss-Karte und 5 Handkarten sowie zwei Rohrzangenplättchen. Im Anschluss werden reihum Karten ausgespielt. Es kann damit an der eigenen Leitung gebaut, die gegnerischen Leitung sabotiert, oder wenn beides nicht gewünscht ist, muss eine Karte abgeworfen werden. Dann wird eine neue Karten vom verdeckten Nachziehstapel gezogen. Alternativ kann auch die eigene Leitung mit einem Rohrzangenplättchen repariert werden.